# 小諸・藤村文学賞
小諸・藤村文学賞（こもろとうそんぶんがくしょう）は、日本の文学賞。

## 概要
長野県小諸市が島崎藤村の生誕120年、没後50年を記念して、1992年（平成4年）に創設した。小諸市と小諸市教育委員会が主催している。小諸市文化協会と小諸市立藤村記念館が共催している。文化庁、長野県、長野県教育委員会、明治学院大学、毎日新聞社などが後援している。募集される作品のジャンルは、エッセイに限られている。題材・テーマは自由で、小諸や藤村に関わりがなくてもよい。19歳以上の社会人を対象とする一般の部、高校生を対象とする高校生の部、中学生を対象とする中学生の部に分けて募集されている。規定枚数は、一般の部は400字詰め原稿用紙10枚程度（上限11枚）、高校生・中学生の部はそれぞれ5枚程度（上限6枚）とされている。各部とも、最優秀賞1名、優秀賞2名、佳作若干名が選ばれる。応募総数は毎年二千を上まわり、入選作品の一部は、小諸市のオフィシャルサイトで閲覧することができる。第3回受賞の柳谷郁子は、第14回大阪女性文芸賞を受賞、また、第18回受賞の森水陽一郎は、第18回小野十三郎賞、第17回坊っちゃん文学賞を受賞している。

## 受賞作

### 一般の部
| 受賞年 | 賞       | 作品名                         | 氏名       |
| ------ | -------- | ------------------------------ | ---------- |
| 2005年 | 最優秀賞 | 約束                           | 松浦勝子   |
| 2006年 | 最優秀賞 | 決意                           | 金田貴子   |
| 2007年 | 最優秀賞 | 九十三歳差の友情               | 竹仲浩美   |
| 2008年 | 最優秀賞 | 爪                             | 中川晶子   |
| 2009年 | 最優秀賞 | 老いて                         | 飯島もとめ |
| 2010年 | 最優秀賞 | 大雪の贈り物                   | 内村和     |
| 2011年 | 最優秀賞 | あの道はあまりにも遠すぎて     | 松本愛郎   |
| 2012年 | 最優秀賞 | 五日間のお遍路                 | 森水陽一郎 |
| 2013年 | 最優秀賞 | 三途の川縁で                   | 中村美技子 |
| 2014年 | 最優秀賞 | ひばり                         | 柴野裕治   |
| 2015年 | 最優秀賞 | メゾン・ド・ヌルーパス         | 砂田実法   |
| 2016年 | 最優秀賞 | 母のパーマネント               | 長田あいゆ |
| 2017年 | 最優秀賞 | 着物は無理でも                 | 石井泰子   |
| 2018年 | 最優秀賞 | 水の手引き                     | 高野千恵子 |
| 2019年 | 最優秀賞 | 御守りの飯台                   | 片山ひとみ |
| 2020年 | 最優秀賞 | 図書館の深海魚                 | 植田郁子   |
| 2021年 | 最優秀賞 | 認知症の母の詠んだ俳句         | 菅沼博子   |
| 2022年 | 最優秀賞 | 父の腕時計                     | 峯田泰彦   |
| 2023年 | 最優秀賞 | モサ、タケ、ミーちゃん、有難う | 高須健之   |
| 2024年 | 最優秀賞 | 耀く体操服                     | 松田正弘   |

## 選考委員
2024年現在
- 太田治子（作家）
- 新井正彦（文学研究者・江戸川大学教授）
- 江尻潔（詩人・美術館学芸員）
- 堀井正子（文学研究家）

過去の選考委員
- 高田宏（作家）
- 森まゆみ（作家）
- 山口泉（作家）
- 河合桃子（編集者）